# Gran sello del estado de Dakota del Norte
El gran sello del estado de Dakota del Norte es el sello oficial de Dakota del Norte. Su diseño está contenido, desde su ratificación en 1889, en la constitución de Dakota del Norte. Ha mantenido siempre el mismo diseño, aunque los colores varían según la fuente.

## Descripción
Sobre campo abierto un árbol, cuyo tronco se halla rodeado por tres haces de trigo; a la derecha un arado, un yunque y un trineo; a la izquierda un arco cruzado con tres flechas y un indio a caballo persiguiendo un bisonte que corre hacia el sol poniente; sobre las ramas del árbol aparece un semicírculo de cuarenta y dos estrellas, rodeado por el lema «Libertad y Unión ahora y para siempre, uno e inseparable» (Liberty and Union Now and Forever, One and Inseparable); las palabras «Gran Sello» (Great Seal) en la parte superior; las palabras «Estado de Dakota del Norte» (State of North Dakota) en la parte inferior; «1 de octubre» (October 1st) a la izquierda y «1889» a la derecha.